# Colbert Ó Cearnaigh
Colbert Ó Cearnaigh (* 1945 in Dublin) ist ein irischer Autor. 

## Leben
Er wurde als Sohn eines Malermeisters geboren. Von 1963 bis 1968 studierte er Anglistik am University College Dublin. Er schloss das Studium mit dem Master of Arts ab. 1968 bis 1971 war er am King’s College in Cambridge und promovierte zum Dr. phil. Es schloss sich eine Tätigkeit als Lektor am University College Cork in der Abteilung Englisch an. Seit 1977 ist er dort Professor für englische Literatur.
Er verfasst Gedichte und Kurzgeschichten sowohl in irischer als auch englischer Sprache und veröffentlichte in Zeitungen und Zeitschriften. Üblicherweise veröffentlicht er unter seinem englischen Pseudonym Colbert Kearney.

## Werke
- The Writings of Brendan Behan, 1977
- Oscar Wilde ‘The importance of being earnest‘, 1979
- The consequence, 1993
- The glamour of grammar : orality and politics and the emergence of Sean O'Casey, 2000